# Peumerit-Quintin
Peumerit-Quintin är en kommun i departementet Côtes-d'Armor i regionen Bretagne i nordvästra Frankrike. Kommunen ligger i kantonen Saint-Nicolas-du-Pélem som tillhör arrondissementet Guingamp. År 2022 hade Peumerit-Quintin 184 invånare.

## Befolkningsutveckling
Antalet invånare i kommunen Peumerit-Quintin
Referens:INSEE